# Gene Okerlund
Eugene Arthur Okerlund (Sisseton, Dakota del Sur, 19 de diciembre de 1942-Sarasota, Florida, 2 de enero de 2019), conocido como  «Mean» Gene Okerlund, fue un anunciador del ring y entrevistador de lucha libre profesional estadounidense. 
Fue mayoritariamente conocido por su trabajo para las empresas World Wrestling Federation y World Championship Wrestling. Okerlund fue incluido en el Salón de la Fama de WWE en 2006 por Hulk Hogan. Firmó un contrato vitalicio con WWE y trabajó en programas promocionales de la compañía, principalmente de la WWE Network, y ocasionalmente en televisión.